# Nowogwinejek
Nowogwinejek (Leptomys) – rodzaj ssaków z podrodziny myszy (Murinae) w obrębie rodziny myszowatych (Muridae).

## Rozmieszczenie geograficzne
Rodzaj obejmuje gatunki występujące endemicznie na Nowej Gwinei.

## Morfologia
Długość ciała (bez ogona) 117–194 mm, długość ogona 125–171 mm, długość ucha 15–26 mm, długość tylnej stopy 31–45 mm; masa ciała 34–120 g.

## Systematyka
Rodzaj zdefiniował w 1897 roku angielski zoolog Oldfield Thomas w artykule zatytułowanym O ssakach zebranych w Brytyjskiej Nowej Gwinei przez dr Lamberto Lorię, opublikowanym w czasopiśmie „Annali del Museo civico di storia naturale di Genova”. Gatunkiem typowym jest (oznaczenie monotypowe) nowogwinejek wytworny (L. elegans). 

### Etymologia
Leptomys: gr. λεπτος leptos ‘mały, smukły, delikatny’; μυς mus, μυος muos ‘mysz’.

### Podział systematyczny
Do rodzaju należą następujące gatunki:
| Grafika | Gatunek             | Autor i rok opisu                 | Nazwa zwyczajowa         | Podgatunki         | Rozmieszczenie geograficzne | Podstawowe wymiary                                 | Status IUCN |
| ------- | ------------------- | --------------------------------- | ------------------------ | ------------------ | --- | -------------------------------------------------- | ----------- |
|         | Leptomys arfakensis | Musser, K.M. Helgen & Lunde, 2008 | nowogwinejek arfakiański | gatunek monotypowy | endemit Indonezji (północno-zachodnia Nowa Gwinea (znany z 2 okazów zebranych w 1925 roku w górach Arfak)); zakres wysokości: około 1000 m n.p.m.                                             | DC: 13,8–15,1 cm DO: około 14,6 cm MC: brak danych | DD          |
|         | Leptomys signatus   | Tate & Archbold, 1938             | nowogwinejek krasowy     | gatunek monotypowy | endemit Papui-Nowej Gwinei (południowo-środkowa Nowa Gwinea (górny i dolny bieg rzeki Fly, środkowy bieg rzeki Strickland, góra Bosavi i płaskowyż Darai)); zakres wysokości: 0–1400 m n.p.m. | DC: 14 15,5cm DO: 14,3–15,5 cm MC: około 80 g      | LC          |
|         | Leptomys elegans    | O. Thomas, 1897                   | nowogwinejek wytworny    | gatunek monotypowy | endemit Papui-Nowej Gwinei (południowo-wschodnia Nowa Gwinea (rozproszone populacje w dwóch obszarach: rzeki Kikori i Strickland)); zakres wysokości: 20–1500 m n.p.m.                        | DC: 14,2–19,4 cm DO: 12,5–16,4 cm MC: 66–120 g     | LC          |
|         | Leptomys ernstmayri | Rümmler, 1932                     | nowogwinejek papuaski    | gatunek monotypowy | Indonezja i Papua-Nowa Gwinea: Nowa Gwinea (góry Foja, pasmo górskie Adelbert, półwysep Huon i wschodnie wyżyny); zakres wysokości: 1150–2200 m n.p.m.                                        | DC: 12,4–15,6 cm DO: 13,2–17,1 cm MC: 48–70 g      | LC          |
|         | Leptomys paulus     | Musser, K.M. Helgen & Lunde, 2008 | nowogwinejek leśny       | gatunek monotypowy | endemit Papui-Nowej Gwinei (południowo-wschodnia Nowa Gwinea (pasma górskie Astrolabe i Maneau)); zakres wysokości: 1240–1530 m n.p.m.                                                        | DC: 11,7–13,2 cm DO: 13,8–16,3 cm MC: 34–52 g      | DD          |

Kategorie IUCN:  LC  – gatunek najmniejszej troski,  DD  – gatunki o nieokreślonym stopniu zagrożenia.